# Стадион Жозе Алваладе
Стадион Жозе Алваладе (порт. Estádio José Alvalade) је фудбалски стадион у Лисабону, Португалија, дом је Спортинг клуб де Португала. Изграђен је поред места старијег стадиона, а нови стадион је назван по Хозеу Алваладеу (1885–1918), оснивачу и првом члану клуба Спортинг КП почетком двадесетог века.

## Настанак
Претходни стадион Хозе Алваладе отворен је 10. јуна 1956. године. Планови Спортинг КП да модернизује клуб касних 1990-их поклопили су се са одлуком да се Португалији додели право да буде домаћин Европског првенства 2004, и донета је одлука да се изгради нови стадион, а изградња је почела 15. јануара 2001. године. Статут клуба је диктирао да ће се стадион звати Естадио Жозе Алваладе. То би био седми стадион клуба.

## Историја стадиона
Стадион је центар комплекса Алваладе XXI, који је дизајнирао португалски архитекта Томас Тавеира, који укључује тржни центар Алвалакиа са биоскопом са 12 екрана, клуб здравља, клупски музеј, спортски павиљон, амбуланта и пословна зграда. Комплекс је коштао укупно 162 милиона евра, а сам стадион скоро 120 милиона евра. На спољашњости стадиона су биле разнобојне плочице које су касније уклоњене. Током 2021. године Спортинг КП, на челу са председником клуба Фредериком Варандасом, најавио је да ће променити боју седишта на разнобојним трибинама стадиона Жосе Алваладе у зелену (главна боја спортског клуба). Промена боје је завршена 2022. године. Првобитно су седишта била распоређена у насумичном мозаику помешаних боја, међутим током друге деценије коришћења ова седишта су постепено промењена у тамнозелену, са кровним потпорним торњевима и приступним степеништем, првобитно светло жутим, такође префарбаним у зелено.
Иако је на крају добио пету звездицу поставши УЕФА стадион са 5 звездица, УЕФА га је првобитно класификовала као стадион са 4 звездице. Стадион, првобитно пројектован да прими само 40.000 гледалаца у било ком тренутку, има капацитет од 50.095 и акустички је пројектован као место одржавања великих концерата. Стадион такође има укупно 1.315 подземних паркинг места, укључујући 30 за гледаоце са инвалидитетом.
Нови стадион званично је отворен 6. августа 2003. када је Спортинг играо и победио Манчестер јунајтед са 3 : 1. Луис Филипе је постигао први гол у историји на новом стадиону Жозе Алваладе у наведеној пријатељској победи против Манчестер јунајтеда играјући заједно са саиграчем из португалског Спортинга Кристијаном Роналдом, који је тада имао 18 година, који је истог дана одиграо последњи пут за португалијски клуб.]
Стадион је био домаћин пет утакмица УЕФА Европског првенства 2004, од којих је једна била полуфинале између Португалије и Холандије, где је Португалија победила са 2 : 1. У мају 2005. стадион је добио статус стадиона са 5 звездица од стране УЕФА, истог месеца је био домаћин финала Купа УЕФА 2005. између Спортинга и ЦСКА из Москве, где је ЦСКА Москва победила са 3 : 1.
Стадион је био домаћин утакмица четвртфинала и полуфинала током УЕФА Лиге шампиона 2019–20. Стадион је једно од потенцијалних места за Светско првенство у фудбалу 2030. чији ће Португалија заједно са Мароком и Шпанијом бити домаћин.

## Европско првенство 2004.
| Екипа #1    | Резултат | Екипа #2    | Датум         | Посета | Фаза         |
| ----------- | -------- | ----------- | ------------- | ------ | ------------ |
| Шведска     | 5 : 0    | Бугарска    | 14. јун 2004. | 31.652 | Групна фаза  |
| Шпанија     | 0 : 1    | Португалија | 20. јун 2004. | 47.491 | Групна фаза  |
| Немачка     | 1 : 2    | Чешка       | 23. јун 2004. | 46.849 | Групна фаза  |
| Француска   | 0 : 1    | Грчка       | 25. јун 2004. | 45.390 | Четвртфинале |
| Португалија | 2 : 1    | Холандија   | 30. јун 2004. | 46.679 | Полуфинале   |